# 巴博爾瑙
巴博爾瑙是匈牙利的城鎮，位於該國西北部，由科馬羅姆-埃斯泰爾戈姆州負責管轄，面積33.55平方公里，2011年人口3,630，其中約七成居民信奉天主教。

## 外部連結
- （匈牙利文） Street map